# Matteo Cressoni
Matteo Cressoni (ur. 28 października 1984 roku w Mantua) – włoski kierowca wyścigowy.

## Kariera
Matteo w latach 2001–2002 brał udział we Włoskiej Formule Renault. Zajął w niej odpowiednio 22. i 20. pozycję w końcowej klasyfikacji.
W kolejnych dwóch latach Włoch ścigał się we Włoskiej Formule 3. Po tytuł sięgnął w drugim podejściu (w zespole Ombra), stając łącznie w ośmiu wyścigach na podium, w tym dwukrotnie zwyciężając. W roku 2003 został sklasyfikowany na 11. miejscu. W tym samym sezonie wziął udział w jednej rundzie Euroserii 3000 (uzyskane punkty sklasyfikowały go na 14. lokacie) oraz Europejskiego Pucharu Formuły Renault V6 (nie zdobył punktów). W sezonie 2004 wziął udział w trzech prestiżowych wyścigach – Grand Prix Makau i Masters of Formula 3, których nie ukończył oraz Bahrain F3 Superprix, w którym dojechał na 16. pozycji.
W roku 2005 wziął udział w trzech rundach Włoskiej Formuły 3000. Uzyskane punkty pozwoliły mu na zajęcie 14. pozycji w ogólnej klasyfikacji. Rok później brał udział zarówno we włoskim, jak i europejskim cyklu. W obydwóch został sklasyfikowany na 8. miejscu. W tym samym sezonie Cressoni startował również w Międzynarodowych oraz Włoskich Mistrzostwach Samochodów GT (ukończył je odpowiednio na 12. i 17. lokacie). W przerwie zimowej pomiędzy sezonami 2005 i 2006 pełnił funkcję kierowcy testowego narodowej stajni Włoch, w serii A1 Grand Prix.
W sezonie 2007 rywalizował w FIA GT oraz włoskim cyklu tej serii – w klasie GT2 (zajął w nich odpowiednio 8. 18. pozycję w klasyfikacji generalnej). W 2008 roku ścigał się w Międzynarodowych Otwartych Mistrzostwach GT, zajmując ostatecznie 14. pozycję (w klasie GTA dziesiąte miejsce).
W roku 2009 brał udział we włoskich mistrzostwach Gran Turismo, w klasie GT2 – SARA GT. W ciągu sześciu wyścigów, dwukrotnie stanął na podium, kończąc zmagania na 15. miejscu. W tym samym sezonie zajął też 3. miejsce we Włoskiej Formule 2000. Oprócz tego, Matteo wystąpił w kilku wyścigach Azjatyckiej serii Le Mans (6 miejsce na koniec sezonu) oraz w Międzynarodowych Otwartych Mistrzostwach GT (39. pozycja w ogólnej punktacji, natomiast trzynaste w klasie SuperGT).
W 2010 roku Cressoni przeniósł się do serii Superstars. W zespole Ferlito Motors rywalizację ukończył na 12. lokacie w generalnej klasyfikacji.